# Unterfütterung (Bauwesen)

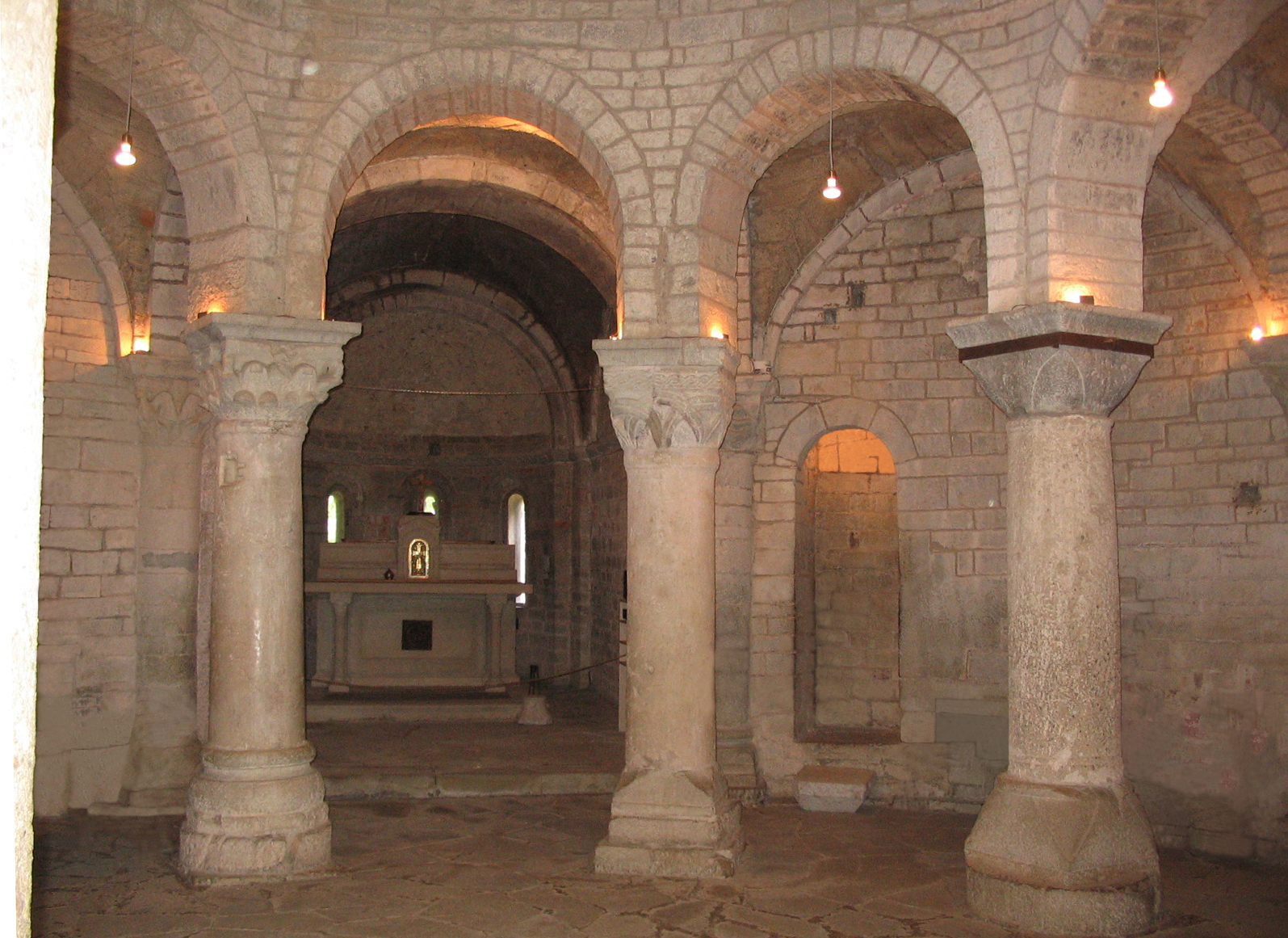
Rotonda di San Tomè – Unterfütterung von verschieden hohen Säulenschäften durch wiederverwendete umgedrehte Kapitelle, Scheiben von anderen Säulen oder durch Steine (12. Jh.)

Mit dem Begriff Unterfütterung bezeichnet man im Bereich des Bauwesens das Auffüllen von Zwischenräumen zwischen übereinanderliegenden Bauteilen durch das Einfügen von Zwischenstücken aus Stein, Metall (Eisen, Blei etc.), Holz und anderen Ersatzstoffen (z. B. Kunststoff, Harz etc.) zum Zweck des Höhenausgleichs, der Stabilisierung, der Belastungserhöhung oder der Abdichtung.

## Geschichte
Obwohl sich nicht viele Beispiele erhalten haben, ist die Technik des Unterfütterns mit Sicherheit sehr alt. Bereits in den Großsteingräbern (Dolmen) der Megalithkulturen war sie vereinzelt anzutreffen. Auch bei den oft uralten Trockenmauern bzw. Bauten (bories, beehive-huts, nuraghen, atalayas,  agadiren) aus Trockenmauerwerk spielten Techniken des Unterfütterns lange Zeit eine wichtige Rolle. Doch bereits im Mittelalter sind sie nur noch selten anzutreffen – meist aus Gründen der Material- und Kostenersparnis; in der Architektur der Renaissance oder des Barock wurden sie ganz aufgegeben oder unter dicken Schichten von Putz und Stuck versteckt. Bei Bauten in ländlichen Regionen haben sie sich etwas länger gehalten.

## Gegenwart
In einer Zeit der Massenfabrikation, in der zudem auch optische Vollkommenheit und handwerkliche Perfektion von entscheidender Bedeutung sind, sind die Techniken der Unterfütterung weitgehend in Vergessenheit geraten. In Europa finden sie nur in Weinbergen oder bei den wieder in Mode gekommenen Trockenmauern im Garten immer noch Anwendung.

## Bilder

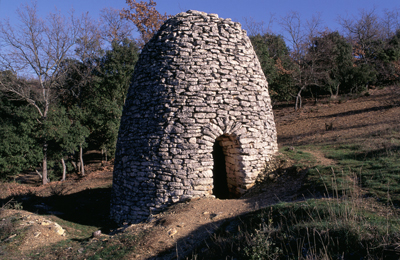
Borie in der Provence
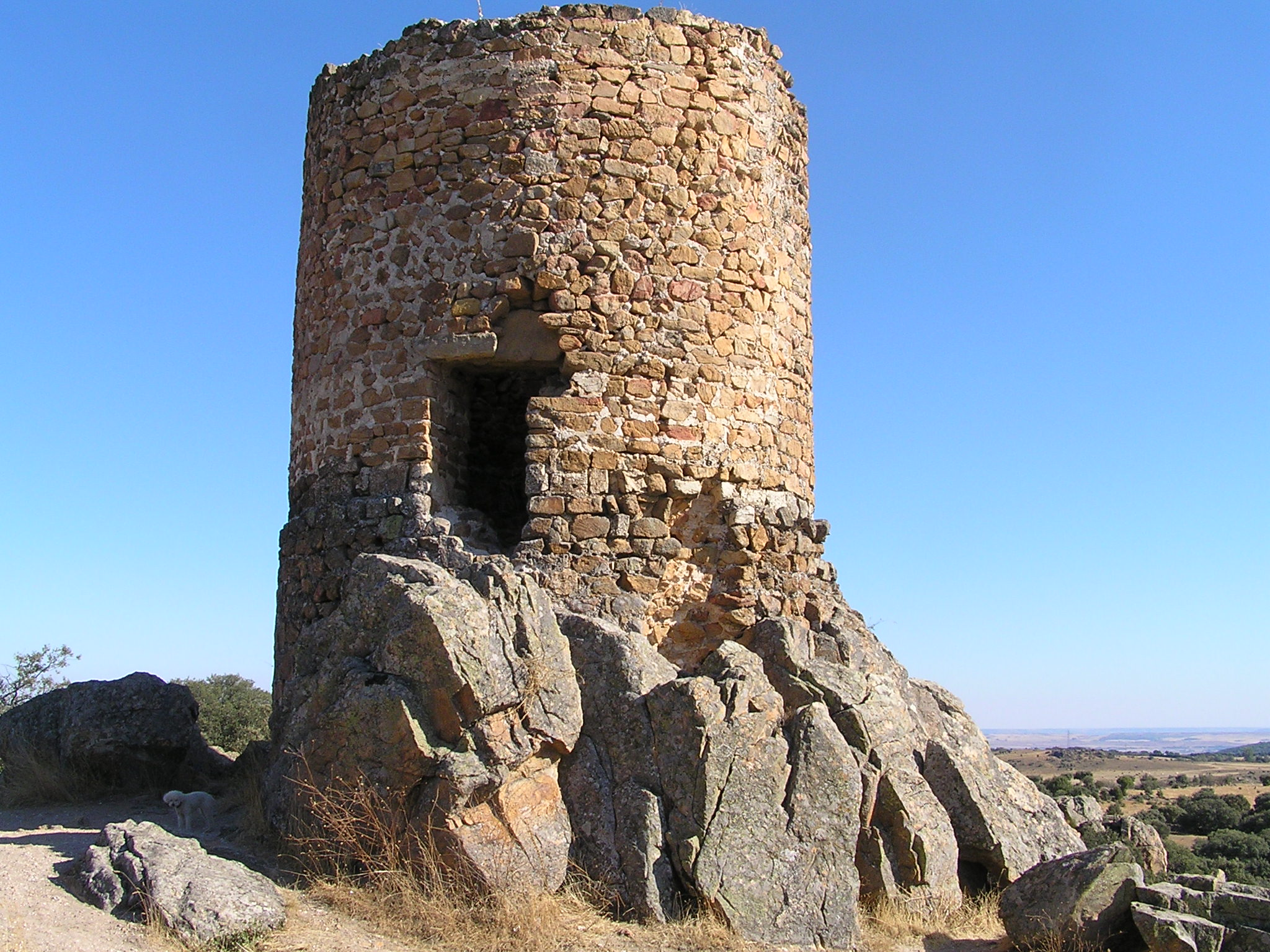
Atalaya de Venturada, Kastilien
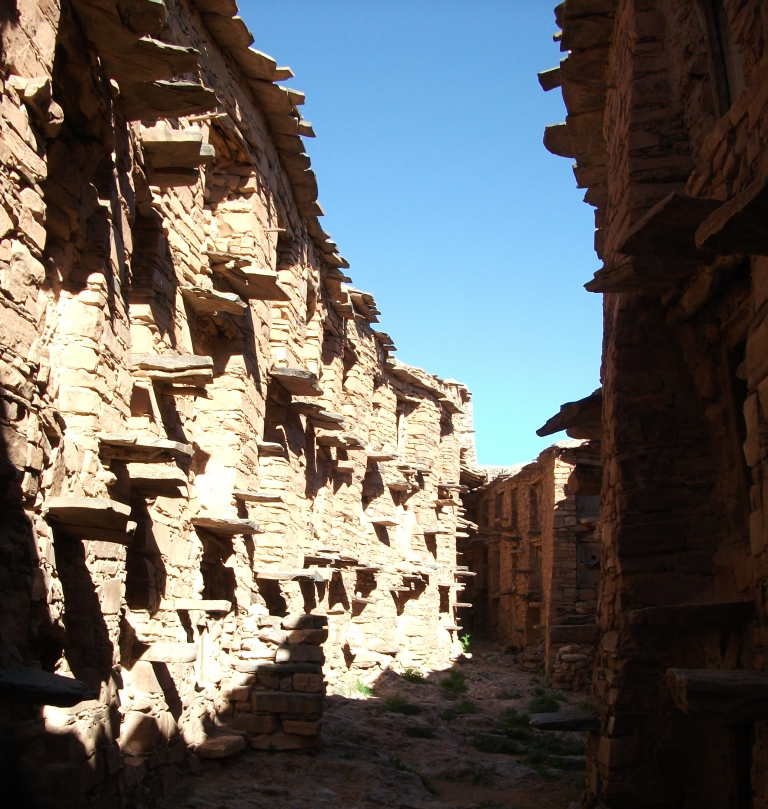
Agadir Imhilene, Anti-Atlas, Marokko